# 楽園 -流されて-
『楽園 -流されて-』（らくえん ながされて）は2005年の日本映画。
亀井亨監督が、孤島に流されてしまった極限状態に至る男女のサヴァイヴィングと性の交錯、生の固執を描く・・・。ベルリン・アジアパシフィック映画祭、アメリカ シネマ・パラダイス映画祭共にグランプリ。

## あらすじ
高飛車で上昇志向欲の強い女恵利香（街田しおん）は局アナであり、父親は元県知事で政治家。美貌もお金も家柄も何もかも不自由しない恵まれた生活していたが、彼女は満足しない。一方の洋平（榊英雄）は漁船で働く男。少年時代から一旗あげたい野心を持ち上京するも挫折し、雇われ漁師として毎日魚を獲る日々を送っている。そんな洋平の女房(不二子)は浮気をしているという。恵利香は知事の娘という知名度を利用して立候補した。父親の友人である忠（ベンガル）から船をチャーターし、洋平の運転する船で離島での選挙運動に出かけたが・・・

## スタッフ
- 監督・脚本：亀井亨
- 製作総指揮：尾西要一郎
- 製作：永森裕二 松井建始 野口周三
- 脚本：永森裕二
- 撮影：中尾正人
- 音楽：奈良敏博

## キャスト
- 街田しおん
- 榊英雄
- 小林且弥
- 不二子
- ベンガル